# StEG I 158–168
Die StEG I 158–168 waren die ersten Schnellzug-Schlepptenderlokomotiven der Staats-Eisenbahn-Gesellschaft (StEG), einer privaten Eisenbahngesellschaft Österreich-Ungarns.
Als die StEG 1861 auf einigen ihrer Strecken Schnellzugdienst einführte, bestellte sie entsprechende Triebfahrzeuge.
Elf Lokomotiven wurden von der Lokomotivfabrik der StEG 1861 geliefert.
Die Maschinen hatten Außenrahmen, außenliegende Zylinder und Hallsche Kurbeln.
Die Rückkehr zu nicht gekuppelten Maschinen scheint für den Beschaffungszeitpunkt ungewöhnlich, die Fahrzeuge verfügten jedoch über kein zweiachsiges Drehgestell, sondern über zwei fest gelagerte Vorlaufachsen.
Im Aufbau waren die Lokomotiven der Duplex ähnlich, hatten aber nur zwei Zylinder.
Die Fahrzeuge waren die ersten der StEG die zum Schutz des Personals vor dem Wetter eine kleine Blechwand besaßen; später erhielten sie im Zuge von Umbauten aber auch ein reguläres Führerhaus.
Sie bekamen die Betriebsnummern 158–168 und Namen, u. a. KARLOWITZ.
Während diese Fahrzeuge in Betrieb waren, wurde auch der Abstand zwischen den Puffern bei der StEG dem internationalen Standard angeglichen.
Zeitweise waren die Loks daher mit vier Puffern auf jeder Fahrzeugseite unterwegs (vgl. Foto).
Ab 1873 erhielten sie die Betriebsnummern 3–13 und gehörten der Kategorie IIIe' an.
1897 bekamen sie die Bezeichnung 1001–1011.
Die Maschinen wurden vor 1909 ausgemustert.